# Harbergerdreieck
Das Harberger-Dreieck misst den Wohlfahrtsverlust bei der Einführung einer neuen Konsum-Steuer. Es ist nach Arnold Harberger benannt, der es in die Finanzwissenschaft einführte.

## Darstellung

Darstellung des Harbergerdreiecks in einem Preis-Mengen-Diagramm, mit als Steueraufkommen

Ausgehend vom Marktgleichgewicht (Marshallsche Nachfragefunktion) ohne Steuer (Schnittpunkt der Nachfrage {\displaystyle D} und des Angebots {\displaystyle S}) wird eine Steuer {\displaystyle t} eingeführt. Dadurch steigt der vom Konsumenten zu zahlende Preis von {\displaystyle p_{1}} auf {\displaystyle p_{1}+t} an, während der Erlös des Produzenten auf {\displaystyle p_{1}} zurückgeht. Mit dem gestiegenen Preis geht gleichzeitig die Nachfrage vom ursprünglichen Marktgleichgewicht auf {\displaystyle x_{1}} zurück. Neben dem Steueraufkommen {\displaystyle \Gamma }, der Konsumentenrente {\displaystyle KR} und der Produzentenrente {\displaystyle PR} zeigt das (rot hervorgehobene) Harbergerdreieck den Wohlfahrtsverlust (Zusatzlast {\displaystyle ZL}) der Steuer auf.
Je breiter die Bemessungsgrundlage ist, desto niedriger ist die Zusatzlast für den Einzelnen, denn dann muss der Steuersatz nicht so stark erhöht werden, um ein bestimmtes Steueraufkommen zu erreichen.
Die Zusatzlast entspricht einem Wohlfahrtsverlust, der sich zusammensetzt aus Minderungen der Produzentenrente und Konsumentenrente. Je nachdem wie elastisch Angebot oder Nachfrage auf die Steuer reagieren, trägt prinzipiell der den höheren Anteil der Zusatzlast, der weniger elastisch auf die Steuer reagiert. Dabei steigt die Zusatzlast fast exponentiell zur Steuererhöhung. Deswegen ist es von Vorteil, eine besonders breite Masse an Steuerzahlern zu treffen mit einem geringen Steuersatz.